# Андреа Джані
Андреа Джані (італ. Andrea Giani; нар. 22 квітня 1970, Неаполь) — італійський волейбольний тренер, колишній волейболіст, головний тренер чоловічої національної збірної Франції. Член Міжнародної волейбольної зали слави.

## Життєпис
Народився 22 квітня 1970 року в Неаполі.
Грав в італійських клубах «Сабаудія Паллаволо» (1984—1985), «Каріпарма» (Cariparma, Парма, 1985—1996), «Чімоне» (Модена, 1996—2007).
Тренував чоловічу національну збірну Словенії у 2015—2016 роках; також, зокрема, італійський клуб «Модена Воллей».
Вивів збірну Німеччини до фіналу Євро 2017, 1/4 фіналу Євро 2021.
У сезоні 2024—2025 буде головним тренером польського клубу «Група Азоти ЗАКСА».

## Досягнення

### Тренер

#### Зі збірними
- олімпійський чемпіон 2024
- переможець Волейбольної Ліги Націй 2022 (зі збірною Франції)[6].
- 2-е місце (зі збірною Словенії) — Чемпіонат Європи з волейболу серед чоловіків 2015[7]

#### Із клубами
- володар Кубка ЄКВ 2023
- володар Кубка виклику ЄКВ 2008, 2016

### Гравець

#### У збірній
- чемпіон світу 1990, 1994, 1998
- чемпіон Європи 1993, 1995